# Municipio de Lincoln (condado de Pocahontas)
El municipio de Lincoln (en inglés: Lincoln Township) es un municipio ubicado en el condado de Pocahontas en el estado estadounidense de Iowa. En el año 2010 tenía una población de 125 habitantes y una densidad poblacional de 1,39 personas por km².

## Geografía
El municipio de Lincoln se encuentra ubicado en las coordenadas 42°41′14″N 94°37′3″O / 42.68722, -94.61750. Según la Oficina del Censo de los Estados Unidos, el municipio tiene una superficie total de 89.71 km², de la cual 89,71 km² corresponden a tierra firme y (0 %) 0 km² es agua.

## Demografía
Según el censo de 2010, había 125 personas residiendo en el municipio de Lincoln. La densidad de población era de 1,39 hab./km². De los 125 habitantes, el municipio de Lincoln estaba compuesto por el 100 % blancos. Del total de la población el 0 % eran hispanos o latinos de cualquier raza.